# ŽRK Naisa Niš

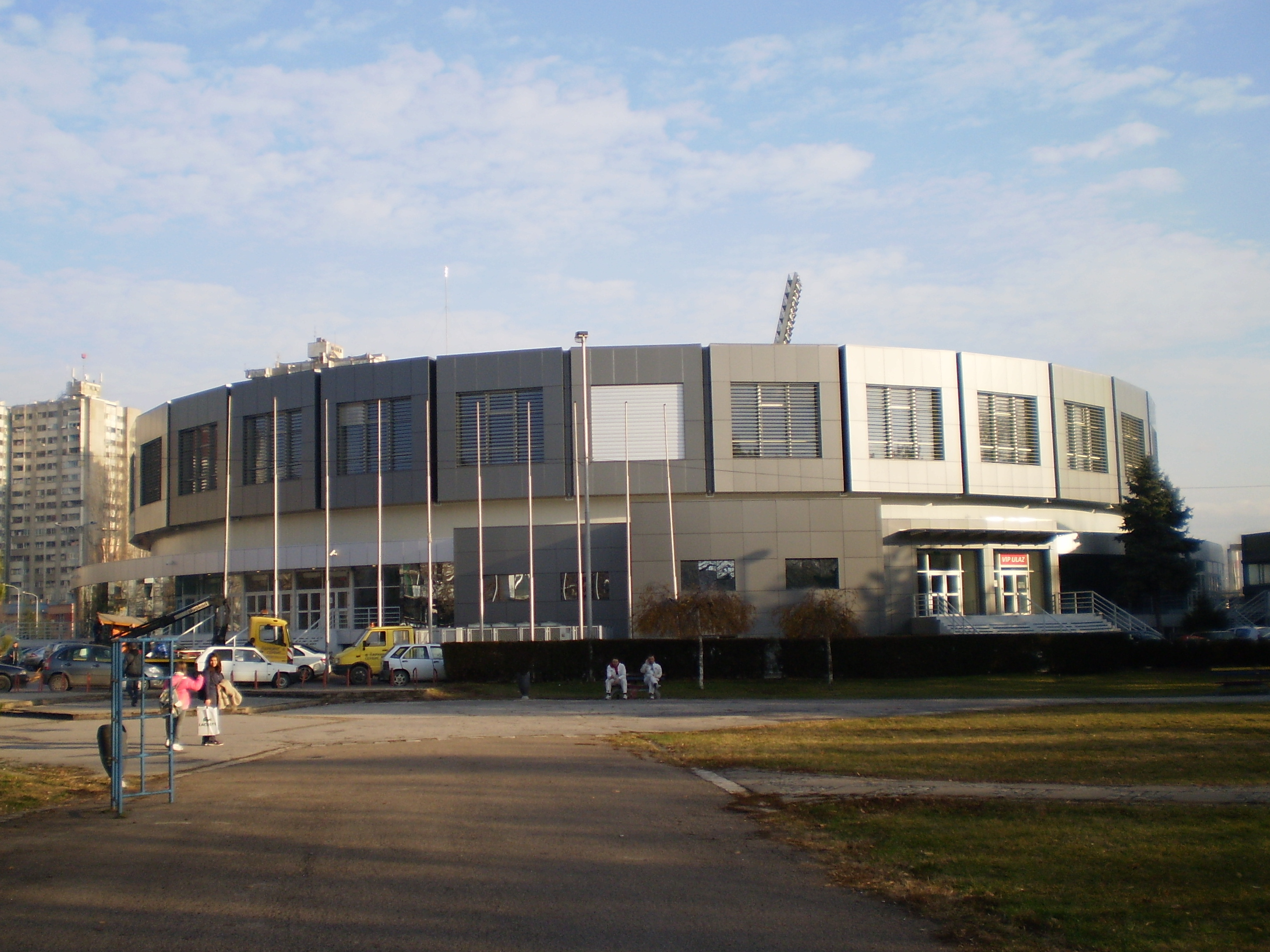
Salle de sport Čair à Niš, après rénovation en 2011. Auteur : Dr Milorad Dimić, Niš, Serbie, 13.12.2011

Le ŽRK Naisa Niš est un club serbe de handball féminin basé à Niš.

## Palmarès
Compétitions internationales
- Vainqueur de la Coupe Challenge (1) : 2007

Compétitions nationales
- Champion de Serbie (1) : 2008
- Vice-Champion de Serbie (2) : 2007 et 2009
- Vice-Champion de Serbie-et-Monténégro (2) : 2003 et 2004

## Joueuses connues
- Sanja Damnjanović : de 2007 à 2008
- Ivana Filipović : avant 2009
- Biljana Filipović : avant 2008
- Ivana Milošević : de 2005 à 2011
- Svetlana Ognjenović : de 2005 à 2007
- Slađana Pop-Lazić : avant 2009
- Bojana Popović : de 1996 à 1998
- Jelena Popović : de 2005 à 2007
- Jovana Stoiljković : de 2009 à 2011
- Slađana Topić : de 2007 à janvier 2008
- Jasna Tošković : de 2008 à 2011